# V.K. Prasanth
V.K. Prasanth (ur. 11 kwietnia 1981 w Thiruvananthapuram) – indyjski polityk.

## Życiorys
Urodził się w Thiruvananthapuram, stolicy Kerali. Uzyskał wykształcenie prawnicze. W działalność polityczną zaangażował się podczas studiów, wstępując do Federacji Studentów Indii (SFI), afiliowanej przy Komunistycznej Partii Indii (Marksistowskiej), następnie członek Demokratycznej Federacji Młodzieży Indii (DYFI), innej organizacji powiązanej z KPI (M). Członkostwo w macierzystej partii uzyskał w 1999. Swoją działalność publiczną rozpoczął w keralskim samorządzie, w 2005 wybrany do panćajatu, zasiadał w nim do 2010. W stanowych wyborach samorządowych z 2015 kandydował do rady miejskiej Thiruvananthapuram z dzielnicy Kazhakoottam, zdobywając mandat. Od listopada 2015 burmistrz, w momencie wyboru był najmłodszym burmistrzem w historii miasta. Funkcję tę piastował do 2019. Zyskał uznanie dzięki swej sprawnej koordynacji działań pomocowo-ratunkowych podczas katastrofalnych powodzi, które nawiedziły Keralę w 2018 i 2019. W październiku 2019 zasiadł w ławach keralskiego Zgromadzenia Ustawodawczego, w wyborach uzupełniających w okręgu Vattiyoorkavu pokonując kandydatów Indyjskiego Kongresu Narodowego (INC) oraz Indyjskiej Partii Ludowej (BJP).
Cieszy się znaczną popularnością. Podczas swych rządów w Thiruvananthapuram zyskał miano brata burmistrza. Jego awans w keralskim aparacie władzy postrzega się jako część wysiłków partii komunistycznej na rzecz dotarcia do młodych ludzi.
Poślubił M.R. Raji, doczekał się z nią 2 dzieci.